# Nesar Ahmad Bahave
Nesar Ahmad Bahave (نثاراحمد بهاوي) född 28 mars 1985, är en afghansk taekwondoutövare. Han vann bronsmedalj i de asiatiska spelen 2006 i Doha och sedan vann han silvermedalj i VM i taekwondo 2007 i Peking, efter att ha besegrat 2004:s OS-mästare Hadi Saei i semifinalen. Det var det första internationella medaljen för Afghanistan i någon idrott.
Han vann brons i lättvikt på asiatiska spelen 2006 och tävlade i-68 kategorin i de olympiska sommarspelen 2008. Den 8 augusti 2008 vid öppningsceremonin i Peking-OS var han flaggbäraren för Afghanistan.